# Mill Creek (Castle River)
Der Mill Creek (englisch für „Mühlen-Flüsschen“) ist ein 37 km langer rechter Nebenfluss des Castle River im Südwesten der kanadischen Provinz Alberta.

## Flusslauf
Der Mill Creek entspringt in den Kanadischen Rocky Mountains. Das Quellgebiet liegt zwischen Windsor Ridge im Westen und Victoria Ridge im Osten auf einer Höhe von 2160 m am Ostrand der Rockies. Das Quellgebiet des Castle River befindet sich lediglich 10 km weiter südlich. Der Mill Creek fließt in überwiegend nördlicher Richtung. Nach 15 km verlässt der Fluss das Bergland und erreicht dessen Vorland. Größere Nebenflüsse sind Whitney Creek von rechts und Gladstone Creek von links. Am Ostufer des Mill Creek befindet sich der Beauvais Lake Provincial Park. Der Mill Creek mündet schließlich 13 km westlich von Pincher Creek in den Castle River, 23 km oberhalb dessen Mündung in den Oldman River.

## Hydrologie
Das Einzugsgebiet des Mill Creek umfasst etwa 180 km². Der mittlere Abfluss (MQ) beträgt am Pegel 05AA011 3 km oberhalb der Mündung beträgt 2,14 m³/s. Die höchsten mittleren monatlichen Abflüsse treten im Juni mit 8,08 m³/s auf.